# Lohotský močiar
Lohotský močiar este o arie protejată (arie specială de conservare — SAC, sit de importanță comunitară — SCI) din Slovacia întinsă pe o suprafață de 22,02 ha, integral pe uscat.

## Localizare
Centrul sitului Lohotský močiar este situat la coordonatele 47°51′27″N 18°00′46″E / 47.8575°N 18.012778°E.

## Înființare
Situl Lohotský močiar a fost declarat sit de importanță comunitară în octombrie 2011 pentru a proteja 7 specii de animale. Situl a fost protejat și ca arie specială de conservare în august 2011.

## Biodiversitate
Situată în ecoregiunea panonică, aria protejată conține 2 habitate naturale: Păduri aluvionare cu Alnus glutinosa și Fraxinus excelsior (Alno-Padion, Alnion incanae, Salicion albae), Lacuri eutrofice naturale cu vegetație de tip Magnopotamion sau Hydrocharition.
La baza desemnării sitului se află mai multe specii protejate:
- păsări (4): erete de stuf (Circus aeruginosus), ciocănitoare neagră (Dryocopus martius), sfrâncioc roșiatic (Lanius collurio), silvie porumbacă (Sylvia nisoria)
- amfibieni (1): buhai de baltă cu burta roșie (Bombina bombina)
- mamifere (2): vidră de râu (Lutra lutra), Microtus oeconomus mehelyi

Pe lângă speciile protejate, pe teritoriul sitului au mai fost identificate 6 specii de amfibieni, 3 specii de mamifere.